# Wegwarten
Die Wegwarten (Cichorium), auch Zichorien genannt, sind eine Pflanzengattung in der Familie der Korbblütler (Asteraceae). Die sechs bis acht Arten sind in Eurasien und Nordafrika verbreitet. In Mitteleuropa ist nur die Gemeine Wegwarte (Cichorium intybus) heimisch. Sie und die Endivie sind wichtige Nutzpflanzen. Der deutschsprachige Trivialname Wegwarte (ursprünglich für Cichorium intybus) bedeutet „Wegzeichen“, es ist aber nicht klar, wie es zu diesem Namen kam.

## Beschreibung

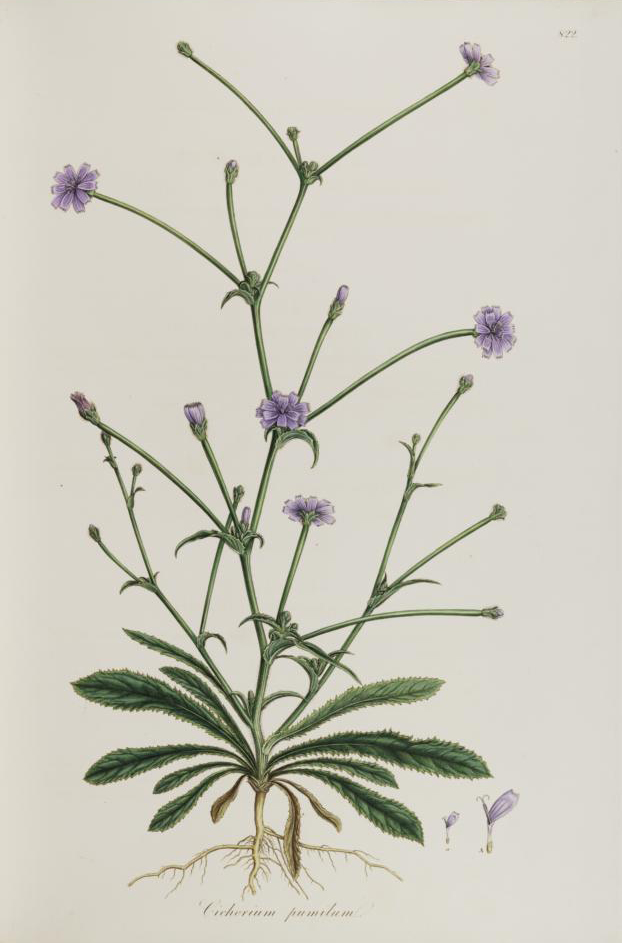
Illustration von Cichorium pumilum

### Vegetative Merkmale
Die Wegwarten-Arten sind selten ein- bis zweijährige oder meist ausdauernde krautige Pflanzen, die Wuchshöhen von 2 bis meist 10 bis 120 oder mehr Zentimetern erreichen. Sie bilden Pfahlwurzeln. Alle Pflanzenteile führen Milchsaft.
Die meist ungestielten Laubblätter sind fiederspaltig oder gezähnt, selten ganzrandig.

### Generative Merkmale
Die körbchenförmigen Blütenstände stehen zahlreich end- oder achselständig. Die Körbchenhülle ist zylindrisch, die Hüllblätter stehen in zwei Reihen. Die äußeren sind dabei kürzer als die inneren. Am Körbchenboden befinden sich keine Spreublätter. Die Körbchen enthalten ausschließlich Zungenblüten, es können 8 bis 25 oder mehr sein. Die zygomorphen Zungenblüten sind himmelblau bis purpurfarben oder selten rosafarben bis weiß. Die Kronzungen enden in fünf Kronzipfeln.
Die Achänenfrüchte sind eilänglich und kantig. Sie besitzen keinen deutlichen Pappus, sondern nur ein bis zwei Reihen unscheinbarer Schüppchen.
Die Chromosomengrundzahl beträgt x = 9.

## Inhaltsstoffe
Mehrere Arten, die als Heilpflanzen benutzt werden (Cichorium intybus, Cichorium glandulosum) enthalten Sesquiterpenlactone, unter denen insbesondere das Lactucopikrin im Mausmodell eine schmerzstillende Wirkung zeigt.
Cichorium wird vor allem als gesündere Alternative zum Kaffee verwendet (Kaffee-Ersatz wird aus den Wurzeln hergestellt).

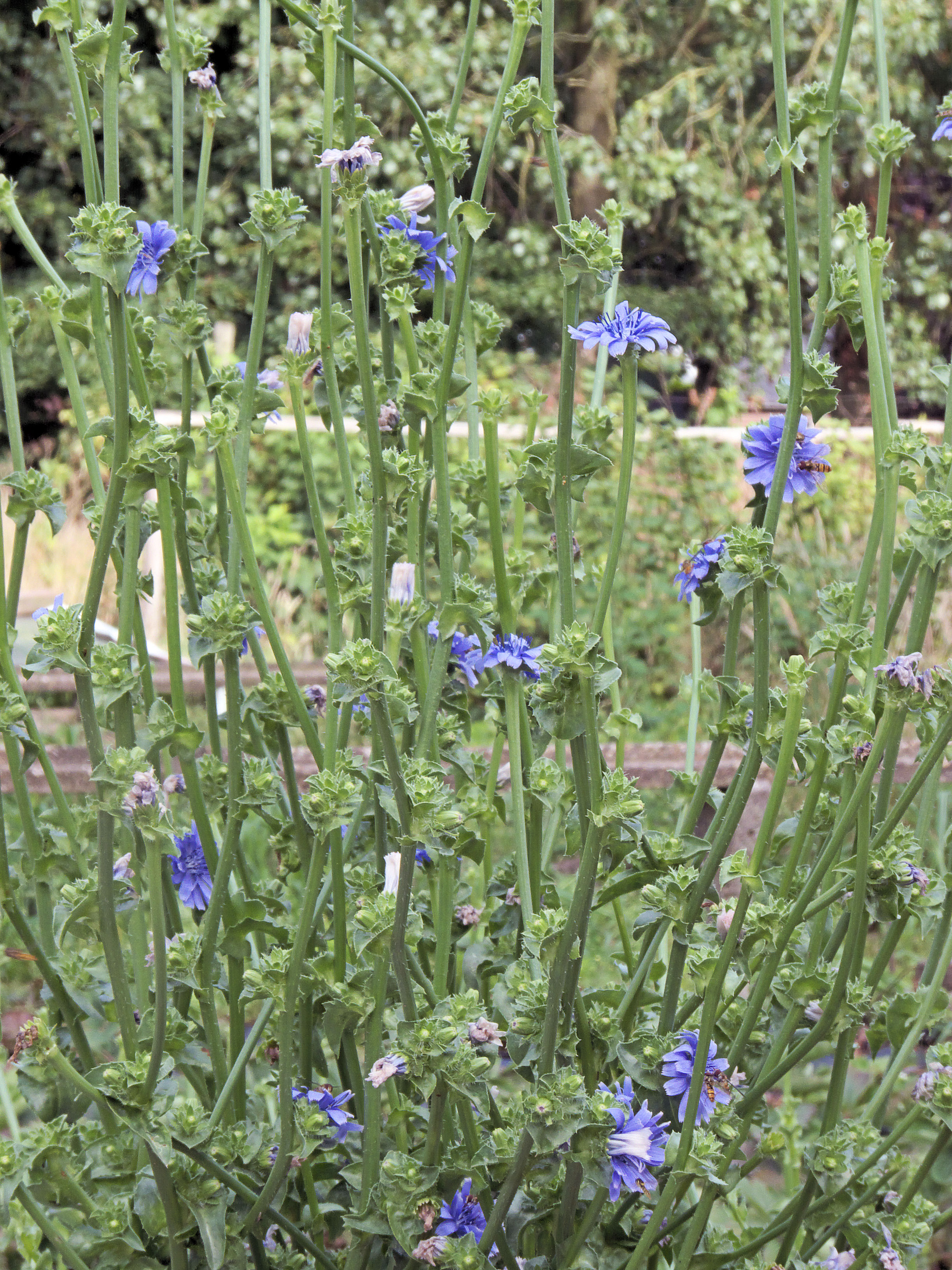
Endivie (Cichorium endivia)

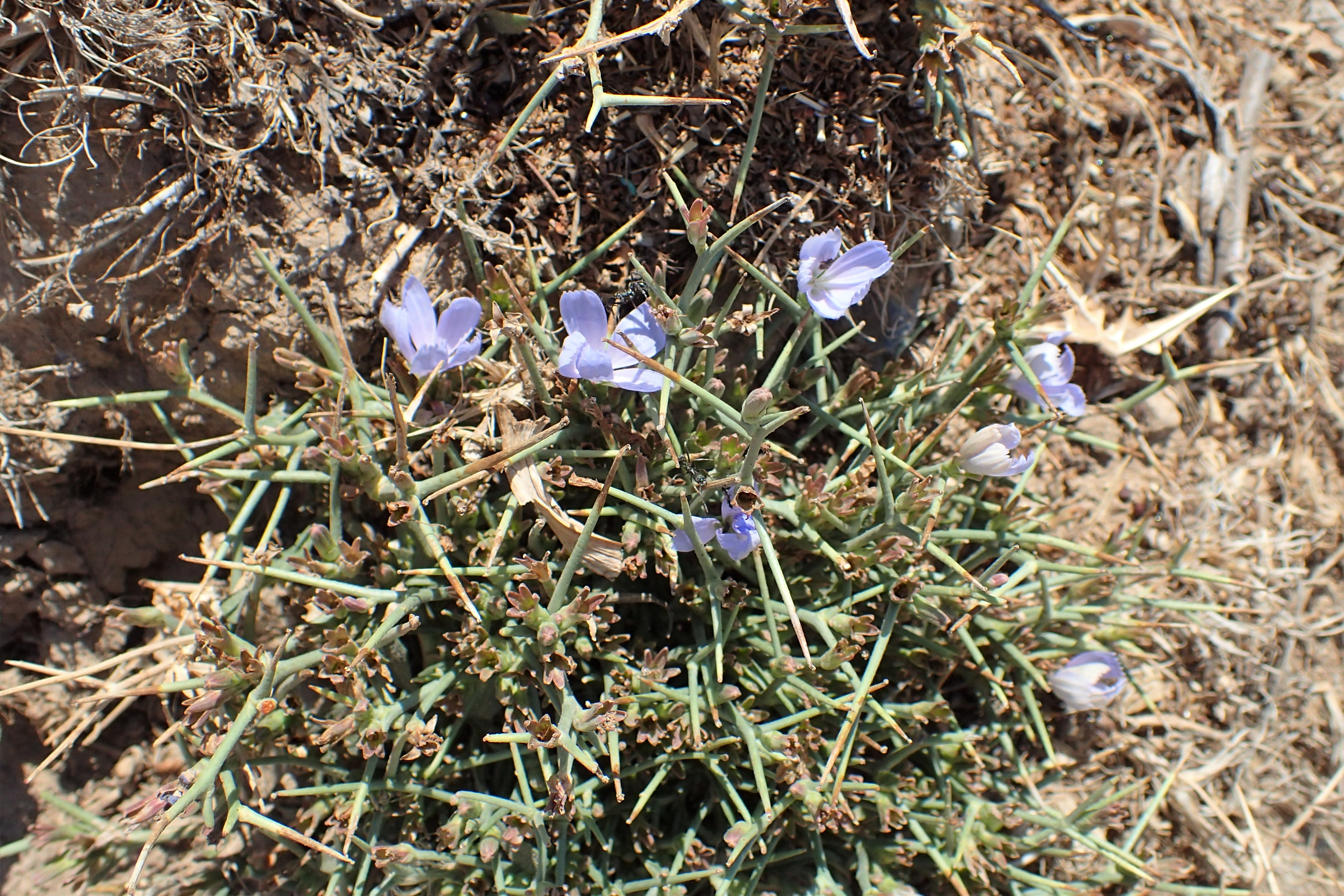
Dornige Wegwarte (Cichorium spinosum)

## Systematik und Verbreitung
Die Gattung Cichorium wurde durch Carl von Linné aufgestellt.
Die Gattung Cichorium gehört zur Subtribus Cichoriinae aus der Tribus Cichorieae (Syn. Lactuceae) in der Unterfamilie Cichorioideae innerhalb der Familie Asteraceae.
Die Gattung Cichorium ist in Eurasien und Nordafrika weitverbreitet. In der Neuen Welt, Afrika und im Pazifikraum ist besonders die Gemeine Wegwarte ein Neophyt.
In der Gattung Cichorium gibt es etwa sechs bis acht Arten:
- Cichorium bottae A.Deflers: Die Heimat ist der Jemen und das angrenzende Saudi-Arabien.
- Glatzfrucht-Wegwarte (Cichorium calvum Asch.): Die Heimat ist Äthiopien; sie wurde in Mitteleuropa mit Saatgut eingeschleppt und verwildert.[6]
- Endivie (Cichorium endivia L.): Kulturpflanze, Heimat Mittelmeerraum, in Mitteleuropa selten verwildert.[6]
- Cichorium glandulosum Boiss. & A.Huet: Die Heimat ist Vorderasien.
- Gemeine Wegwarte (Cichorium intybus L.): Sie ist in Mitteleuropa heimisch, auch kultiviert. Liefert u. a. Chicorée, Radicchio, und Zichorienkaffee.[6]
- Cichorium pumilum Jacq. (Syn.: Cichorium endivia subsp. pumilum (Jacq.) Cout., Cichorium endivia subsp. divaricatum (Schousb.) P.D.Sell): Die Heimat ist der Mittelmeerraum.
- Dornige Wegwarte (Cichorium spinosum L.): Die Heimat ist der östliche Mittelmeerraum.